# 単位元
数学、とくに抽象代数学において、単位元（たんいげん、英: identity element）あるいは中立元（ちゅうりつげん、英: neutral element）は、二項演算を備えた集合の特別な元で、ほかのどの元もその二項演算による単位元との結合の影響を受けない。

## 定義
二項演算 ∗ とその定義域 M について、
- M の任意の元 y について e ∗ y = y を満たす M の元 e が存在するとき、e を ∗ に関する左単位元という。

{\displaystyle \exists e\in M,\forall y\in M,e*y=y}
- M の任意の元 x について x ∗ e = x を満たす M の元 e が存在するとき、e を ∗ に関する右単位元という。

{\displaystyle \exists e\in M,\forall x\in M,x*e=x}
∗ が M について悉く可換であるとき、M の任意の元 a について e ∗ a = a ∗ e = x を満たす M の元 e を ∗ に関する（両側）単位元という。
{\displaystyle \exists e\in M,\forall a\in M,e*a=a*e=a}
単位元を有するマグマ、半群、環などはそれぞれ単位的マグマ、単位的半群（モノイド）、単位的環などと呼ばれる。
環などの加法と乗法の二つの演算を持つような代数系では、どの演算に関する概念であるかを区別するために、加法に関する単位元を加法単位元（しばしば 0 で表す）と呼び、乗法に関する単位元を乗法単位元（しばしば 1 で表す）という。

## 例
| 集合                             | 演算                                   | 単位元                                         |
| -------------------------------- | -------------------------------------- | ---------------------------------------------- |
| 実数全体 R                       | 和 +                                   | 0                                              |
| 実数全体 R                       | 積 •                                   | 1                                              |
| 実数全体 R                       | 冪乗 ab                                | 右単位元: 1                                    |
| 自然数全体 N≥0                   | 順列 aPb                               | 右単位元: 1                                    |
| 自然数全体 N≥0                   | 組み合わせ aCb                         | 右単位元: 1                                    |
| 正の整数全体 N                   | 最小公倍数 LCM                         | 1                                              |
| 非負整数全体 Z≥0                 | 最大公約数 GCD                         | 0（定義に依存する）                            |
| m-行 n-列行列全体                | 行列の和 +                             | 零行列 O                                       |
| n-次正方行列                     | 行列の積 •                             | n-次単位行列 In                                |
| 集合 M から M 自身への写像全体 M | 合成 ∘                                 | 恒等写像                                       |
| 集合 M から M 自身への写像全体 M | 畳み込み ∗                             | ディラック・デルタ δ                           |
| 文字列全体                       | 文字列の結合                           | 空文字列                                       |
| 拡大実数全体 R                   | 最小または下限 ∧                       | 正の無限大 +∞                                  |
| 拡大実数全体 R                   | 最大または上限 ∨                       | 負の無限大 −∞                                  |
| 集合 M の部分集合全体 2M         | 交わり ∩                               | 全体集合 M                                     |
| 小さい集合の全体 Sets            | 結び ∪                                 | 空集合 {}                                      |
| ブール論理                       | 論理積 ∧                               | 真 ⊤                                           |
| ブール論理                       | 論理和 ∨                               | 偽 ⊥                                           |
| ブール論理                       | 排他的論理和 xor                       | 偽 ⊥                                           |
| 閉曲面                           | 連結和 #                               | 球面 S2                                        |
| 二元集合 {e, f}                  | ∗: e ∗ e = f ∗ e = e f ∗ f = e ∗ f = f | 左単位元: e, f 右単位元: なし 両側単位元: なし |

## 性質
左単位元および右単位元は一つの代数系に複数存在しうる。しかしマグマ (M, ∗) が左単位元および右単位元を持てば、それらは一致しその代数系のただ一つの（両側）単位元となる。このことは、実際 e1 が左単位元 e2 が右単位元であるならば、
{\displaystyle e_{1}=e_{1}*e_{2}=e_{2}}
が成立することからわかる。とくに両側単位元は高々一つしか存在しない。
マグマ (S, ∗) が一つも単位元を持たないこともありうる。よく知られた例としては空間ベクトルのクロス積が挙げられる。クロス積に関する単位元が存在しないことは、二つの非零ベクトルのクロス積がもとの二つのベクトルの両方に直交する向きを持つという事実からわかる。単位元を持たない別な例としては（正の）自然数全体のなす加法的半群 (N, +) が挙げられる。
単位元の添加
マグマ (M, ∗) が与えられたとき、M に M のどの元とも異なる新たな元 1 を付け加えた集合 M1 := M ∪ {1} で任意の a ∈ M1 に対して a * 1 = 1 * a = a と定めて、M の演算 ∗ を M1 上に延長することにより、元 1 を M1 の ∗ に関する単位元とすることができる。この (M1, ∗) を (M, ∗) の 1-添加という。
もし、M がもともと ∗ に関する単位元 e を持っていたとしても、e は M1 上ではもはや ∗ に関する単位元ではない。